# Tiazina
Tiazina  são compostos orgânicos contendo um anel de quatro átomos de carbono, um de nitrogênio e um de enxofre. Substâncias químicas que incluem a estrutura tiazina são usadas para corantes, tranquilizantes e inseticidas.